# Glavice (Sinj)
Glavice falu Horvátországban Split-Dalmácia megyében. Közigazgatásilag Sinjhez tartozik.

## Fekvése
Splittől légvonalban 29, közúton 38 km-re északkeletre, községközpontjától 2 km-re északkeletre, a dalmát Zagora középső részén, a termékeny Sinji mezőn, a Sinjből a bosznia-hercegovinai Livnoba vezető 219. számú út mentén fekszik. Kedvező fekvése lehetővé tette, hogy lakossága az élelmiszertermelésre alapozza jövedelmeit, mellyel a település Dalmácia nagy részének élelmezője lett.

## Története
Glavice területe már a kora középkorban lakott volt. Ezt igazolják az 1996-ban itt végzett régészeti feltárások során öt különböző helyről előkerült sírok, melyek a 8. és 9. század fordulójáról, illetve a 9. század első felétől a 10. század közepéig terjedő időszakból származnak.
A középkorban területe a Subićok majd Nepilićek birtoka volt. 1536-ban elesett Sinj vára és vele együtt ez a térség is török uralom alá került. Sinj várával együtt 1686-ban szabadult fel a török uralom alól. Ezt követően a velencei hatóságok irányításával és rámai ferences szerzetesek vezetésével Boszniából és Hercegovinából keresztény lakosság érkezett. 1699-ben a karlócai béke értelmében a terület végképp felszabadult, de a béke nem maradt tartós. Az újabb velencei-török háborúnak az 1718-as pozsareváci béke vetett véget, mely után a török veszély végképp megszűnt ezen a vidéken. A velencei uralomnak 1797-ben vége szakadt és osztrák csapatok vonultak be a településre. 1806-ban az osztrákokat legyőző franciák uralma alá került, de Napóleon lipcsei veresége után 1813-ban újra az osztrákoké lett. A Habsburg uralom 1918-ig tartott. 1918-ban az új szerb-horvát-szlovén állam, majd később Jugoszlávia részévé vált. 1857-ben 1202, 1910-ben 2187 lakosa volt. A második világháború idején a Független Horvát Állam része volt, de lakosságának többsége a partizánok oldalán állt. A jugoszláv Nemzeti Felszabadító Hadsereg harcaiban 441 lakosa vett részt. A háború után a szocialista Jugoszlávia része lett. A délszláv háborút megelőzően sok lakója dolgozott a "Dalmatinka" textilgyárban, mely a piacgazdaságra való áttérés feltételeinek nem tudott megfelelni ezért sok dolgozóját elbocsátotta. Területe 1991-től a független Horvátországhoz tartozik. 2011-ben 3753 lakosa volt, akik mezőgazdaságból és állattenyésztésből éltek. A legutóbbi időben kezdeményezések történtek Glavice önálló községgé történő alakítására.

## Lakosság
| Lakosság változása | Lakosság változása | Lakosság változása | Lakosság változása | Lakosság változása | Lakosság változása | Lakosság változása | Lakosság változása | Lakosság változása | Lakosság változása | Lakosság változása | Lakosság változása | Lakosság változása | Lakosság változása | Lakosság változása | Lakosság változása |
| ------------------ | ------------------ | ------------------ | ------------------ | ------------------ | ------------------ | ------------------ | ------------------ | ------------------ | ------------------ | ------------------ | ------------------ | ------------------ | ------------------ | ------------------ | ------------------ |
| 1857               | 1869               | 1880               | 1890               | 1900               | 1910               | 1921               | 1931               | 1948               | 1953               | 1961               | 1971               | 1981               | 1991               | 2001               | 2011               |
| 1.202              | 1.265              | 1.349              | 1.371              | 1.630              | 2.187              | 2.226              | 2.578              | 2.741              | 2.914              | 3.093              | 3.376              | 3.775              | 4.055              | 3.876              | 3.753              |

## Nevezetességei
Szent János evangélista tiszteletére szentelt római katolikus temploma 1972-ben épült Ante Barač építészmérnök tervei szerint. Betonból épült modern épület fedett bejárattal, homlokzata felett kereszttel. A templom közelében a Križ-hegyen, ugyanazon a helyen, ahol a II. világháború előtt is kereszt állt monumentális, 9,45 méter magas betonkeresztet emeltek. A keresztet minden oldalon domborművek díszítik, melyeket a hozzájuk illő szöveg kísér, Petar Jakelić festőművész alkotásai.
A Cetina jobb partján elhelyezkedő Nova mostina-malom az épület boltozatai alatt elhelyezett függőleges, süllyesztett malomkerekű malom volt. Egységes méretűre faragott kövekből épült, a nyeregtetőt kőlapokkal fedték, a bejárat elé nemrég nem lépcsőt építettek, a boltívek alá pedig fapadló került. A felvízi fal mentén a fal szerkezetében keskeny téglalap alakú nyílásokat alakítottak ki, amelyekben portálokkal összekapcsolt, mozgatható fém válaszfalakat építettek. A malom a vízfolyás feletti öt íves nyílásra épült. A boltívek alatt 5 db függőleges süllyesztett malomkereket helyeztek el, melyek nem maradtak fenn.

## Kultúra
A település kulturális és művészeti egyesülete a KUD Glavice. Férfi és női énekkarral, népi zenekarral rendelkezik. Őrzi a település hagyományait, népviseletét, fellép hazai és nemzetközi fesztiválokon.

## Sport
Az NK Glavice labdarúgóklubot 1946-ban „Borac” néven alapították és az 1990-es években kapta a mai nevét. A horvát alsóbb osztályokban játszik.

## Fordítás
Ez a szócikk részben vagy egészben  a   Glavice című horvát Wikipédia-szócikk ezen változatának fordításán alapul.  Az eredeti cikk szerkesztőit annak laptörténete sorolja fel. Ez a jelzés csupán a megfogalmazás eredetét és a szerzői jogokat jelzi, nem szolgál a cikkben szereplő információk forrásmegjelöléseként.